# Prinsessegletsjer
De Prinsessegletsjer is een gletsjer in Nationaal park Noordoost-Groenland in het oosten van Groenland.

## Geografie
De gletsjer is zuid-noord georiënteerd en heeft een lengte van meer dan 15 kilometer. Ze heeft meerdere zijtakken die onderweg bij de hoofdtak komen. Ze mondt in het noorden uit in de Furesø.
De Prinsessegletsjer ligt in het noordoostelijke deel van de zuidelijke helft van Nathorstland op de grens met de Stauningalpen van Scoresbyland. Ongeveer 20 kilometer naar het westen ligt de Sydgletsjer en ruim zeven kilometer naar het oosten ligt de Spærregletsjer. Verder ligt ongeveer tien kilometer naar het zuiden de Borgbjerggletsjer.